# Planaeschna liui
Planaeschna liui là loài chuồn chuồn trong họ Aeshnidae. Loài này được Xu, Chen & Qiu mô tả khoa học đầu tiên năm 2009.